# Братська селищна рада
Бра́тська се́лищна ра́да — адміністративно-територіальна одиниця та орган місцевого самоврядування у Братському районі Миколаївської області. Адміністративний центр — селище міського типу Братське.

## Загальні відомості
- Населення ради: 7 440 осіб (станом на 2001 рік)

## Населені пункти
Селищній раді підпорядковані населені пункти:
- смт Братське
- с. Антонове
- с. Висока Гора
- с. Зелений Яр
- с. Кам'януватка
- с. Новоолексіївка
- с. Озеринівка

## Склад ради
Рада складається з 30 депутатів та голови.
- Голова ради: Кравець Єгор Іванович
- Секретар ради: Опанасенко Валентина Михайлівна

### Керівний склад попередніх скликань
| Прізвище, ім'я, по батькові | Основні відомості | Дата обрання | Дата звільнення |
| --------------------------- | --- | ------------ | --------------- |
| Кравець Єгор Іванович       | Селищний голова, 1958 року народження, освіта середня спеціальна, член Соціал-демократичної партії України (об'єднаної) | 26.03.2006   | 31.10.2010      |
| Кравець Єгор Іванович       | Селищний голова, 1958 року народження, освіта середня спеціальна                                                        | 31.10.2010   |                 |

Примітка: таблиця складена за даними сайту Верховної Ради України

### Депутати
За результатами місцевих виборів 2010 року депутатами ради стали:

#### За суб'єктами висування
| Суб'єкт висування                                       | Кількість обраних депутатів | %    |
| ------------------------------------------------------- | --------------------------- | ---- |
| Партія регіонів                                         | 18                          | 60   |
| Самовисування                                           | 4                           | 13,3 |
| Народна партія                                          | 3                           | 10   |
| Партія Зелених України                                  | 2                           | 6,7  |
| Політична партія Всеукраїнське об'єднання «Батьківщина» | 2                           | 6,7  |
| Комуністична партія України                             | 1                           | 3,3  |

#### За округами
| № округу                                                | Прізвище, ім'я, по батькові     | Дата визнання обраним | Освіта             | Партійна приналежність                        | Відомості про обраного депутата |
| ------------------------------------------------------- | ------------------------------- | --------------------- | ------------------ | --------------------------------------------- | --- |
| Комуністична партія України                             |                                 |                       |                    |                                               | |
| 24                                                      | Лой Галина Петрівна             | 04.11.2010            | середня            | позапартійна                                  | пенсіонер |
| Народна Партія                                          |                                 |                       |                    |                                               | |
| 2                                                       | Пацегон Олександр Іванович      | 04.11.2010            | вища               | член Народної партії                          | КП «Госптехсервіс», директор |
| 14                                                      | Дула Людмила Зіновіївна         | 04.11.2010            | середня спеціальна | член Народної партії                          | Братська ЦРЛ, медична сестра |
| 19                                                      | Бєлих Валентина Володимирівна   | 04.11.2010            | вища               | член Народної партії                          | Братська районна рада, начальник фінансово-господарського відділу                                                                       |
| Партія Зелених України                                  |                                 |                       |                    |                                               | |
| 1                                                       | Кагарлик Олександр Миколайович  | 04.11.2010            | вища               | член Партії Зелених України                   | приватний підприємець |
| 12                                                      | Мамедова Ольга Олександрівна    | 04.11.2010            | середня спеціальна | член Партії Зелених України                   | приватний підприємець |
| Партія регіонів                                         |                                 |                       |                    |                                               | |
| 3                                                       | Осадча Любов Йосипівна          | 04.11.2010            | вища               | член Партії регіонів                          | Братська загальноосвітня школа І ст., заступник директора                                                                               |
| 4                                                       | Бунько Андрій Миколайович       | 04.11.2010            | вища               | член Партії регіонів                          | Братська районна державна адміністрація, заступник голови                                                                               |
| 5                                                       | Онопрієнко Оксана Василівна     | 04.11.2010            | вища               | член Партії регіонів                          | Територіальний центр соціального обслуговування населення, директор                                                                     |
| 6                                                       | Агарова Світлана Григорівна     | 04.11.2010            | вища               | позапартійна                                  | Братська районна державна адміністрація, завідувач сектору контролю апарату районної державної адміністрації                            |
| 8                                                       | Скрипник Олександр Сергійович   | 04.11.2010            | вища               | член Партії регіонів                          | Станція захисту рослин, агроном |
| 9                                                       | Силенко Ольга Іванівна          | 04.11.2010            | вища               | член Партії регіонів                          | Братський районний центр зайнятості населення, заступник начальника                                                                     |
| 13                                                      | Козиревич Дмитро Павлович       | 04.11.2010            | вища               | позапартійний                                 | Братська районна державна адміністрація, начальник відділу ведення Державного реєстру виборців апарату районної державної адміністрації |
| 16                                                      | Шевченко Роман Миколайович      | 04.11.2010            | вища               | член Партії регіонів                          | Братська селищна рада, спеціаліст |
| 17                                                      | Опанасенко Валентина Михайлівна | 04.11.2010            | вища               | позапартійна                                  | приватний підприємець |
| 18                                                      | Каптелов Анатолій Федорович     | 04.11.2010            | вища               | член Партії регіонів                          | Братська селищна рада, землевпорядник                                                                                                   |
| 21                                                      | Усс Василь Петрович             | 04.11.2010            | вища               | член Партії регіонів                          | пенсіонер |
| 22                                                      | Штогрін Людмила Миколаївна      | 04.11.2010            | вища               | член Партії регіонів                          | Братська селищна рада, спеціаліст |
| 23                                                      | Опанасенко Григорій Миколайович | 04.11.2010            | вища               | член Партії регіонів                          | Братська районна державна адміністрація, головний спеціаліст відділу містобудування, архітектури, ЖКГ та розвитку інфраструктури        |
| 25                                                      | Чабаненко Алла Станіславівна    | 04.11.2010            | вища               | член Партії регіонів                          | Кам'януватська загальноосвітня школа І-ІІ ст., вчитель                                                                                  |
| 27                                                      | Манжос Ліана Сергіївна          | 04.11.2010            | вища               | член Партії регіонів                          | приватний підприємець |
| 28                                                      | Костенко Олександр Миколайович  | 04.11.2010            | середня спеціальна | член Партії регіонів                          | СПТ «Урожай», тракторист |
| 29                                                      | Вороненко Віктор Сергійович     | 04.11.2010            | середня            | член Партії регіонів                          | Управління експлуатації газового господарства, водій                                                                                    |
| 30                                                      | Кабанець Станіслав Дмитрович    | 04.11.2010            | середня спеціальна | член Партії регіонів                          | ВАТ «Укртелеком», монтер |
| Політична партія Всеукраїнське об'єднання «Батьківщина» |                                 |                       |                    |                                               | |
| 7                                                       | Олексієнко Любов Володимирівна  | 04.11.2010            | вища               | член Всеукраїнського об'єднання «Батьківщина» | Братська філія ВАТ ЕК «Миколаївобленерго», бухгалтер                                                                                    |
| 26                                                      | Єршова Людмила Олександрівна    | 04.11.2010            | середня спеціальна | член Всеукраїнського об'єднання «Батьківщина» | приватний підприємець |
| Самовисування                                           |                                 |                       |                    |                                               | |
| 10                                                      | Парфенов Григорій Іванович      | 04.11.2010            | вища               | позапартійний                                 | ТОВ «Ліва дія», директор |
| 11                                                      | Кузьмін Валерій Костянтинович   | 04.11.2010            | середня            | позапартійний                                 | Братська філія ВАТ ЕК «Миколаївобленерго», охоронець                                                                                    |
| 15                                                      | Парфенова Надія Володимирівна   | 04.11.2010            | середня спеціальна | позапартійна                                  | Центр реабілітації для дітей інвалідів, завідувач                                                                                       |
| 20                                                      | Григораш Людмила Миколаївна     | 04.11.2010            | вища               | позапартійна                                  | Братська ЦРЛ, старша медична сестра |